# Quillebeuf-sur-Seine
Quillebeuf-sur-Seine é uma comuna francesa na região administrativa da Normandia, no departamento de Eure. Estende-se por uma área de 10,14 km². Em 2010 a comuna tinha 847 habitantes (densidade: 83,5 hab./km²).

## Demografia
| 1901 | 1906 | 1911 | 1921 | 1926 | 1931 | 1936 | 1946 | 1954 | 1962 | 1968 | 1975 | 1982 | 1990 | 1999 |
| ---- | ---- | ---- | ---- | ---- | ---- | ---- | ---- | ---- | ---- | ---- | ---- | ---- | ---- | ---- |
| 1265 | 1102 | 918  | 714  | 665  | 713  | 779  | 936  | 1080 | 1087 | 1245 | 1201 | 1100 | 1044 | 1011 |

## Monumentos
- Igreja classificada como monumento histórico de França.